# Folio (Bibliothekssoftware)
Folio (Eigenschreibweise FOLIO, von lateinisch folium „Blatt“) ist eine von der internationalen Folio-Community entwickelte cloudfähige Open-Source-Softwarebasis für ein Bibliotheksmanagementsystem für wissenschaftliche Bibliotheken. Folio wird seit 2015 durch das Softwareunternehmen Index Data und finanziert von EBSCO Information Services entwickelt, die lauffähige Softwarebasis ist seit September 2016 öffentlich, eine frühe Version mit funktionalen bibliothekarischen Modulen für 2018 angekündigt.

## Ziele
Die Software soll besonders einfach zu erweitern sein, wahlweise selbst oder als mandantenfähiges Cloudsystem betrieben werden können, und die Anforderungen von wissenschaftlichen Bibliotheken in den Bereichen Metadatenmanagement, Erwerbung, Verwaltung elektronischer Ressourcen, Ausleihe, Nutzerverwaltung, Systemadministration und Integration erfüllen. Die funktionalen Anforderungen wurden durch die deutschen Bibliotheksverbünde GBV und hbz sowie die SOAS zusammengestellt und werden von der Folio-Community weiterentwickelt.
Das Projekt möchte eine Open-Source-Alternative zu den proprietären Cloudsystemen Alma von Ex Libris und WMS von OCLC erschaffen.

## Code und Architektur
Die Softwarecode wird mit GitHub verwaltet, ein aufgezeichnetes Webinar gibt potentiellen Softwareentwicklern eine Einführung.
Verwendete Technologien sind Vert.x und JSON für die Intermodulkommunikation, React und Redux für die Benutzerschnittstelle und RAML für die Persistenzschnittstelle.
Die als „platform“ bezeichnete Softwarebasis besteht aus dem Baukasten für Benutzeroberflächen, dem „Okapi“ genannten Nachrichtenbus für die Kommunikation der Module untereinander, und einer Systemverwaltungschicht einschließlich Datenbank. Auf dieser Softwarebasis werden funktionale Module wie Ausleihe und Erwerbung aufsetzen.

## Name
Im Englischen und Deutschen hat der Name Folio im bibliothekarischen Bereich drei Bedeutungen: Neben der Blattzählung (siehe Folium) im Gegensatz zur Seitenzählung bezeichnet Folio auch ein Buchformat und ein historisches Papierformat.
Das Motto „the Future of Libraries is Open“, englisch für „die Zukunft der Bibliotheken ist offen“ wurde erst nachträglich ergänzt, somit ist Folio ein Backronym.

## Open Library Foundation
Für die Organisation sowie die Verwaltung von Finanzen und Urheberrechten wurde 2016 die Open Library Foundation gegründet, die ihren Sitz in den USA hat und dort gemeinnützig ist. Die Community des Kuali Open Library Environment ist im Jahr 2016 zu ihr gewechselt und hat dazu die Kuali Foundation verlassen, um ihre bisherigen Ziele mit der neuen Folio-Softwarebasis weiterzuverfolgen. Mitglieder im deutschsprachigen Raum sind die Bibliotheksverbünde GBV, hbz und hebis, die an der Entwicklung eines Bibliotheksmanagementsystems auf der neuen FOLIO-Plattform mitarbeiten.

## Rezeption
Auf einschlägigen bibliothekarischen Konferenzen und Websites erhielt Folio breiten Raum für eine Projektvorstellung und wurde intensiv diskutiert. Der Bibliotheksverbund hebis startete 2022 ein mehrjähriges Migrationsprojekt hin zu FOLIO.
Im September 2022 wurde im Rahmen der 26. Verbundkonferenz des GBV seitens der VZG die „FOLIO-Roadmap 2022-2031“ vorgestellt, die das strategische Ziel „Migration der GBV-Bibliotheken auf die FOLIO-Plattform“ enthält und die „Umsetzung des Implementierungsplans“ mit „2024 bis 2031“ angibt.
Im Oktober 2022 informierte der Bibliotheksverbund Bayern, dass sich die bayerischen Universitäts- und Hochschulbibliotheken für Folio als Ablösesystem von SISIS-SunRise des Herstellers OCLC entschieden haben. Pilotbibliotheken werden die Universitätsbibliothek der Technischen Universität München, die Universitätsbibliothek Regensburg gemeinsam mit der Bibliothek der Ostbayerischen Technischen Hochschule Regensburg und die Bibliothek der Technischen Hochschule Würzburg-Schweinfurt sein. Die Bibliothek der Technischen Hochschule Würzburg-Schweinfurt (THWS) ist am 5. August 2024 mit allen verfügbaren Apps und Verbundanbindung live gegangen. Die Universitätsbibliothek der Technischen Universität München hat im Januar 2025 auf Folio migriert.